# Trachymene papillosa
Trachymene papillosa är en flockblommig växtart som beskrevs av Buwalda. Trachymene papillosa ingår i släktet Trachymene och familjen flockblommiga växter. Inga underarter finns listade i Catalogue of Life.